# مبدأ الذكاء
مبدأ الذكاء (بالإ نجليزية: Intelligence Principle) هو فكرة محورية افتراضية للتطور الثقافي.
ويصف مبدأ الذكاء الذي ابتدعه مؤرخ العلوم ستيفن جيه ديك وورد في ورقته البحثية التي أصدرها في عام 2003 تحت عنوان "Cultural Evolution, the Postbiological Universe and SETI" (التطور الثقافي والعالم بعد البيولوجي والبحث عن ذكاء خارج الأرض) نزعة ملزمة محتملة بين جميع المجتمعات الذكية، سواء التي تعيش على سطح الأرض أو خارج كوكب الأرض:
تُعتبر صيانة وتحسين وإدامة المعرفة والذكاء القوة الدافعة الرئيسية للتطور الثقافي، وبالقدر الذي يمكن تحسين الذكاء سيتحسن التطور الثقافي.